# Christina Aguileras diskografi
Christina Aguileras diskografi omfattar bland annat 9 studioalbum.

## Diskografi

### Studioalbum
- 1999 - Christina Aguilera (8 gånger platina, 16 miljoner sålda exemplar)
- 2000 - Mi Reflejo (3 gånger platina, 2,5 miljoner sålda exemplar)
- 2000 - My Kind of Christmas (platina, 2 miljoner sålda exemplar)
- 2002 - Stripped (4 gånger platina, 13 miljoner sålda exemplar)
- 2006 - Back to Basics (1 gånger platina, 5 miljoner sålda exemplar)
- 2010 - Bionic
- 2012 - Lotus
- 2018 - Liberation
- 2022 - Aguilera

### Samlingsalbum
- 2008 - Keeps Getting Better - A Decade of Hits

### Övriga album
- 2001 - Just Be Free (spelades in 1995, cirka 1 miljon sålda exemplar)

### Singlar

#### Från albumetChristina Aguilera
- 1999: Genie in a Bottle (#1 i USA fem veckor i rad)
- 1999: What a Girl Wants (#1 i USA två veckor i rad)
- 2000: I Turn to You (#3 i USA som bäst)
- 2000: Come On Over Baby (All I Want Is You) (#1 4 veckor i rad i USA)

#### Från albumetMy Kind of Christmas
- 1999: The Christmas Song (Chestnuts Roasting On An Open Fire)
- 2000: Christmas Time

#### Från albumetMi Reflejo
- 2000: Genio Atrapado Genie In A Bottle på spanska
- 2000: Por Siempre Tu I Turn To You på spanska
- 2000: Ven Conmigo (Solamente Tú) Come On Over Baby (All I Want Is You) på spanska
- 2001: Falsas Esperanzas
- 2001: Pero Me Acuerdo De Tí

#### Från albumetStripped
- 2002: Dirrty (med Redman)
- 2002: Beautiful
- 2003: Fighter
- 2003: Can't Hold Us Down (med Lil' Kim)
- 2003: The Voice Within
- 2004: Infatuation (endast radio-singel i Spanien)

#### Från albumetBack to Basics
- 2006: Ain't No Other Man
- 2006: Hurt
- 2007: Candyman
- 2007: Slow Down Baby (endast i Australien)
- 2007: Oh Mother (endast i Europa)

#### Från albumetKeeps Getting Better - A Decade of Hits
- 2008: Keeps Getting Better

#### Från albumetBionic
- 2010: Not Myself Tonight
- 2010: Woohoo (med Nicki Minaj)
- 2010: You Lost Me
- 2010: I Hate Boys (endast i Australien/Nya Zeeland)

#### Från albumetLotus
- 2012: Your Body
- 2012: Just A Fool (med Blake Shelton)

#### Från albumetLiberation
- 2018: Accelerate (med Ty Dolla Sign och 2 Chainz)
- 2018: Fall in Line (med Demi Lovato)
- 2018: Like I Do

#### Övriga singlar
- 2001: Nobody Wants to Be Lonely (med Ricky Martin)
- 2001: What's Going On (Artister mot AIDS)
- 2001: En Ultimos Adios (Artister mot AIDS)
- 2001: Lady Marmalade (med Lil' Kim, Mýa, Pink och Missy Elliott)
- 2004: Car Wash (med Missy Elliott)
- 2004: Tilt Ya Head Back (med Nelly)
- 2004: Hello (exklusivt producerad för produktlanseringen av nya Mercedes-Benz A-Classe W169).
- 2005: A Song For You (med Herbie Hancock)
- 2006: Somos Novios (med Andrea Bocelli)
- 2006: Tell Me (med P Diddy)
- 2011: Moves Like Jagger (med Maroon 5)
- 2013: Feel This Moment (med Pitbull)
- 2013: Hoy Tengo Ganas de Ti (med Alejandro Fernández)
- 2013: Say Something (med A Great Big World)
- 2013: Do What U Want (med Lady Gaga)
- 2019: Fall on Me (med A Great Big World)